# Frévin-Capelle
Frévin-Capelle település Franciaországban, Pas-de-Calais megyében. Lakosainak száma 393 fő (2022. január 1.). Frévin-Capelle Camblain-l’Abbé, Acq, Capelle-Fermont és Haute-Avesnes községekkel határos.

## Népesség
A település népességének változása:
| Lakosok száma | 370  | 369  | 384  | 380  | 383  | 382  | 380  | 387  | 393  |
|               | 2013 | 2015 | 2016 | 2017 | 2018 | 2019 | 2020 | 2021 | 2022 |